# Dan-I
Селмор Иезекииль Левинсон (англ. Selmore Ezekiel Lewinson; род. 1 июля 1951, Кингстон, Ямайка — 19 мая 2006, Лондон), более известный под псевдонимом Dan-I — был британским диско-музыкантом из Ямайки. В 1979 году его сингл "Monkey Chop" попал в топ-30 хит-парада Великобритании, затем достиг 11-го места в "Top of the Pops" в Швеции и вошел в десятку лучших в Милане и Новой Зеландии. Хотя у него не было большого успеха в чартах, Dan-I продолжал выпускать альбомы как сольный исполнитель на независимых звукозаписывающих лейблах и в различных группах, включая госпел-регги-группу Unity в 1980-х годах.

## Биография и карьера
Родился 1 июля 1951 года в Кингстоне, Ямайка.
Dan-I чей сценический псевдоним связан с нумерологией, получил предложение присоединиться к группе Funkadelic в 1970-х годах, но отказался. В 1970-е он работал с другими музыкантами и вел собственную группу. После разпада группы в 1976 году, он провел время в Нигерии, а затем начал сольную карьеру с успехом. Он переехал в Лос-Анджелес, где записал демо, а позже помог основать другую группу. Он также сотрудничал с другими артистами, предоставляя вокал для их песен. Позже он переехал в Южную Африку, а потом вернулся в Лондон.
Умер 19 мая 2006 года в Лондоне на 54-м году жизни. Причиной его смерти стал сердечный приступ.

## Дискография

### Альбомы
- 1989 - Sure Love The Feeling
- 1999 - Living Figures